# 小聖未紗
小聖 未紗（こせい みさ、8月27日 - ）は、フリーランスの女性モデル・歌手。
血液型：A型。出身地：大阪府。

## 出演
テレビCM
- フジッコ
  - 「おかず畑」コーラス編　2013年　センター
  - 「朝の食べるスープ」　2014年